# Peugeot Typ 120
Der Peugeot Typ 120 ist ein frühes Automodell des französischen Automobilherstellers Peugeot, von dem 1908 im Werk Audincourt 11 Exemplare produziert wurden.
Die Fahrzeuge besaßen einen Vierzylinder-Viertaktmotor, der vorne angeordnet war und über Kette die Hinterräder antrieb. Der Motor leistete aus 3.054 cm³ Hubraum 16 PS.
Bei einem Radstand von 282,5 cm betrug die Spurbreite 135 cm. Die Karosserieform Doppelphaeton bot Platz für vier Personen.